# 多夫加普斯托什
49°13′36″N 34°32′31″E / 49.22667°N 34.54194°E
多夫加普斯托什（烏克蘭語：Довга Пустош），是烏克蘭中部的村莊，隸屬波爾塔瓦州的波爾塔瓦區。該村始建於1790年，面積0.35平方公里，海拔高度99米，2001年人口92。